# Lamelloporus
Lamelloporus is een monotypisch geslacht van schimmels behorend tot de familie Steccherinaceae. De typesoort is Lamelloporus americanus.